# سالم بن غبيشة
 سالم بن غبيشة  (1930- 2 يناير 2016)، هو سالم بن غبيشة الراشدي من قبيلة الرواشد وتجمع بالجمعين رواشد أو آل راشد وترجع في همدان، أحد رفقاء درب ويلفريد ثيسيجر رحالة البريطاني المشهور بــ(مبارك بن لندن) في الإمارات، الذي عبر صحراء الربع الخالي مرتين بين عامي 1945 و 1950 للميلاد.
وينتقل ابن غبيشة للحديث عن مغامرة الطائرة، ركبت الطائرة من صلالة إلى حضرموت، ومع أن « مبارك بن لندن » طلب من بعض البدو أن يرافقوني من صلالة في الطائرة لكنهم رفضوا أن يركبوها معي وخافوا، فلم يكن أحد من البدو قد ركبها من قبل فكنت الوحيد الذي ركبت الطائرة، وفي ذلك الوقت كانوا يعتقدون أن من يركب الطائرة ميت لا محالة.

## عبور الربع الخالي
لقد عبروا الربع الخالي مرتين بمعية مبارك بن لندن ما بين عامى 1945 و 1950 للميلاد. حيث ذكر «ثيسيجر» في كتابه الشهير « الرمال العربية Arabian Sands  » ، الذي يروي رحلاته في الربع الخالي في شبه الجزيرة العربية بين عامي 1945 و 1950، ويصف الطريقة التلاشي من حياة البدو.
وأشار بن غبيشة إلى أن الشيخ زايد بن سلطان آل نهيان كان قد منح « مبارك بن لندن » وساماً تقديراً لجهوده الثمينة في اكتشاف المناطق العربية.
كما ذكر أن « ابن لندن » كان وحده من يحدد مسألة التصوير، وكان يختار المكان والوقت والجهة، وحقيقة لا أدري سبب اهتمامه بأماكن معينة دون غيرها، ونحن كنا نفعل ما يريده وفي أي مكان يقف، أو عليه كنا نصوره، وكان يعجبه.
وعن دوره كمصلح اجتماعي خصص فصلا للحديث عن حكايات « عمير بن عمر الكثيري » الذي رافق (ابن لندن) في كل رحلاته التي بدأها من صلالة إلى الرملة. وقد كانت اخر رحله للسير مبارك بن لندن برفقة سالم بن كبينه سالم بن غبيشه من ليوا إلى عروق الشيبة ثم العودة إلى أبوظبي وكانت هذه اخر رحله قبل أن يتوجه إلى الشارقه ويودعانه قبل أن يعود إلى لندن، ومن صلالة إلى حضرموت ، ومن صلالة إلى المكلا ، ومن حضرموت إلى أبوظبي، واستغرقت الرحلة الأخيرة 3 شهور و18 يوماً، وكان عمير يبلغ من العمر حينها 17 سنة.

## المناطق المهمة التي عبروا منها خلال الرحلة
- جبال الحجر.
- جبل الكور
- بارق
- تهامة.
- صبيا.
- المويجعي
- واحة ليوا
- سبخة مطي
- جبل القرا
- رمال آلوهيبة
- جدة الحراسيس
- رملة الغافة
- رملة غنيم
- صلالة
- المكلا
- السليل
- الساحل المتصالحة
- البريمي
- أم الزمول
- وادي العين
- رمال أم السميم المتحركة
- عروق الشيبة
- بهلا
- وادي الأسود
- حوشي
- خور وير
- قسميم
- قرة
- شيسور
- أم الحيط
- موغشين
- بئر الحلو
- خور بن عتريت
- رملة الربض
- منوخ
- حسي
- الجلدة
- عروق الزيزاء
- القعاميات (وسط الربع الخالي)
- بني مرضى
- رمال الدهنا
- ثريبان
- السليل
- رمال النفوذ
- طبيق
- ليلى (قرية صغيرة على حافة الربع الخالي)
- يبرين
- بلق
- قطوف
- بئر ذيبي
- ظفير
- أبوظبي[1]

## وفاة
لقد رحل «سالم بن غبیشة الراشدي» مع بداية العام الجديد في رحلته الأخيرة حيث توفي يوم السبت الموافق من 2 يناير من عام 2016 للميلاد في مدينة أبوظبي  بعد أن سجل اسمه في تاريخ المنطقة، من خلال مشاركته الرحالة المشهور  «مبارك بن لندن»  كما عرف لدى سكان المنطقة و هو: (ويلفريد ثيسيجر)، في رحلة اجتيازه لصحراء الربع الخالي مرتين في عامي 1945 و 1950 ، وبذلك رحل اثنان من ثلاثة المكتشون الذين خاضوا غمار هذه الرحلة الخطيرة، حيث توفي قبل ذلك (ويلفريد ثيسيجر)  في 24 أغسطس من عام 2003 للميلاد، و بذالك لم يبقى من هولاء المكشفون الثلاث سوى « «سالم بن كبينة الراشدي» .

## معرض الصور

كتاب الرمال العربية طبع عام 1950
كتاب الرمال العربية طبع عام 1959
سالم بن غبيشة ـ عام 1947 للميلاد